# Ялангас

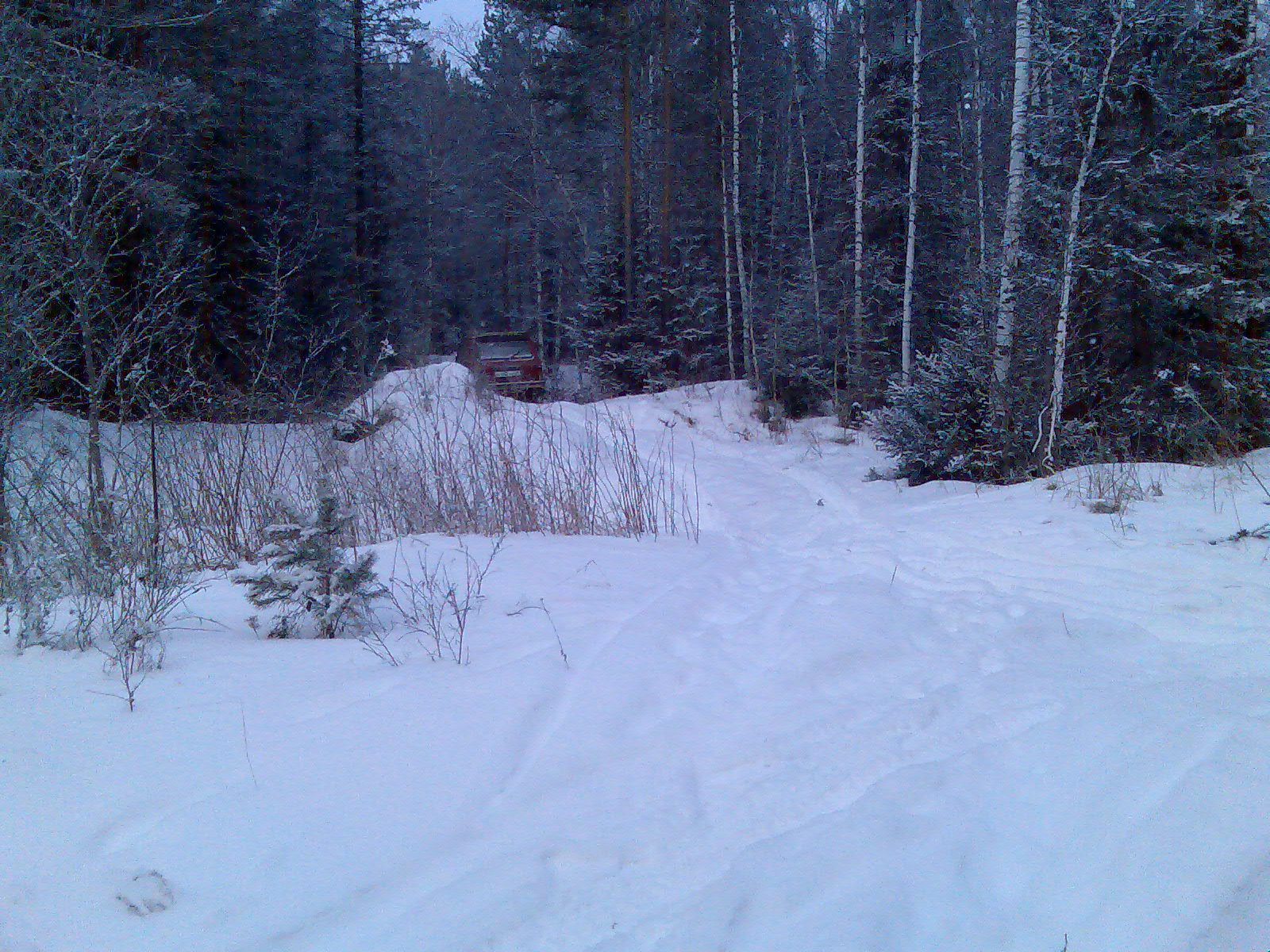
Сворот на Журавлином болоте

Яланга́с (баш. Яланғас — голая) — небольшой хребет Южного Урала. Выдающаяся туристическая достопримечательность. Административно находится в Белорецком районе Башкортостана.
Протяжённость Ялангаса около 10 километров, в направлении юг — север. Средняя высота более тысячи метров, от южной отметки в 1136 метров, до отметки 1297,9 на севере.
Рядом расположены: Устинская гора (на севере), Тихая гора (774,4 м). Под хребтом — Журавлиное болото и река Тирлян.
С вершин Ялангаса видны: Большой Ямантау, хребты Машак и Кумардак (на севере); гора Кирель (на юге).
Туристические маршруты: конные, пешеходные, велотуры, джиппинг.

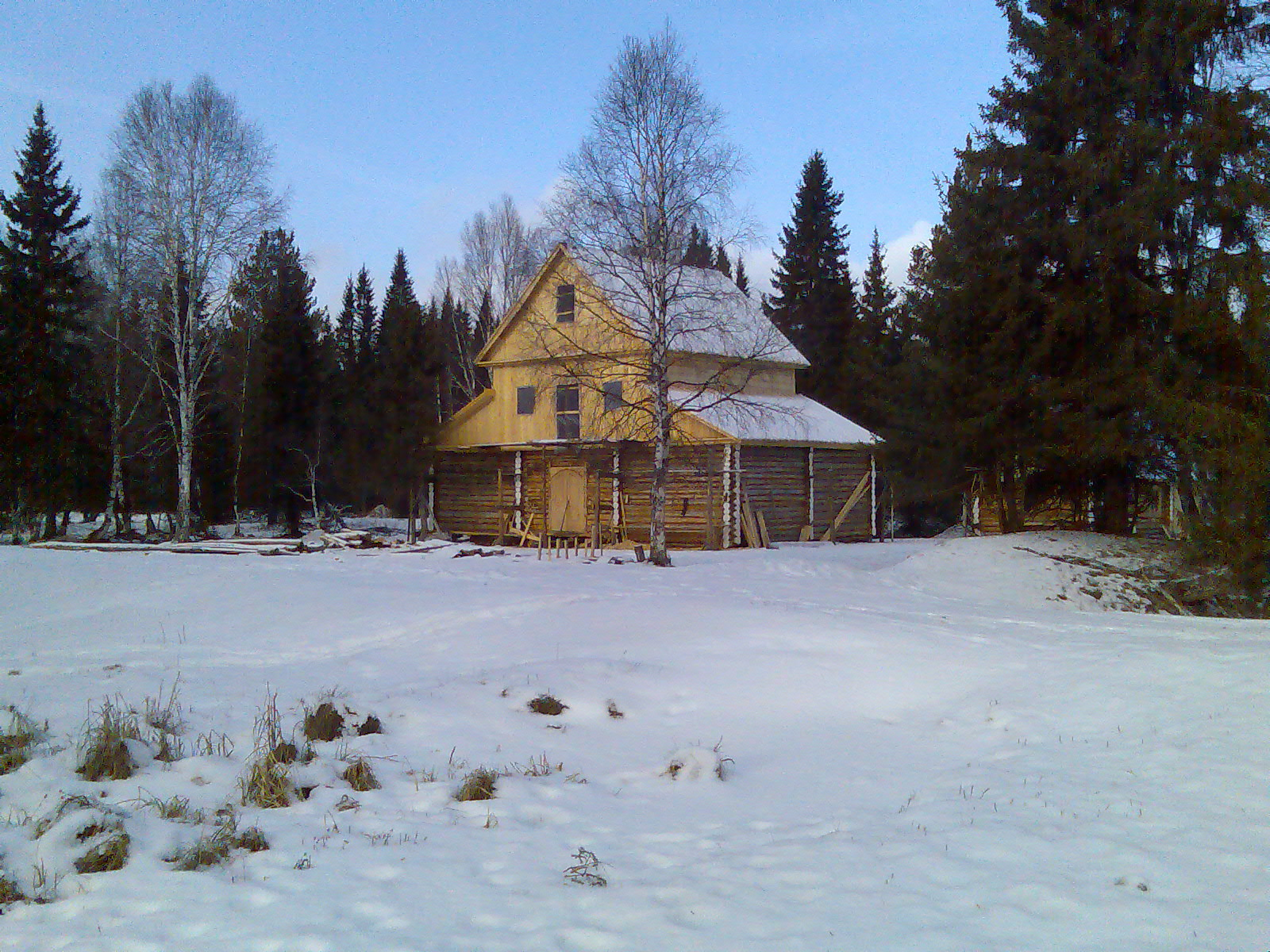
Новый дом на Журавлином болоте

## Легенды
Название хребта «ялангас» с башкирского переводится как «голая поляна». Действительно этот огромный горный луг видно издалека. В советские времена была придумана легенда, рассказывающая о том, что Ялангас — это «дочь змеи». Действительно, слова «ялан», «елан» в башкирском языке обозначают лысину и змею одновременно. А «кыз» — «девочка, дочка». То есть с определённой натяжкой можно слово «ялангас» расшифровать и так. Мотивировали же это авторы тем, что гребень Ялангаса больно уж похож на гребень дракона.

## Населённые пункты
В начале XX века построена ветка узкоколейки к Журавлиному болоту и появился посёлок торфоразработчиков Журавлиное болото. Сейчас здесь урочище, называемое местными Журболото. Урочище обитаемо.

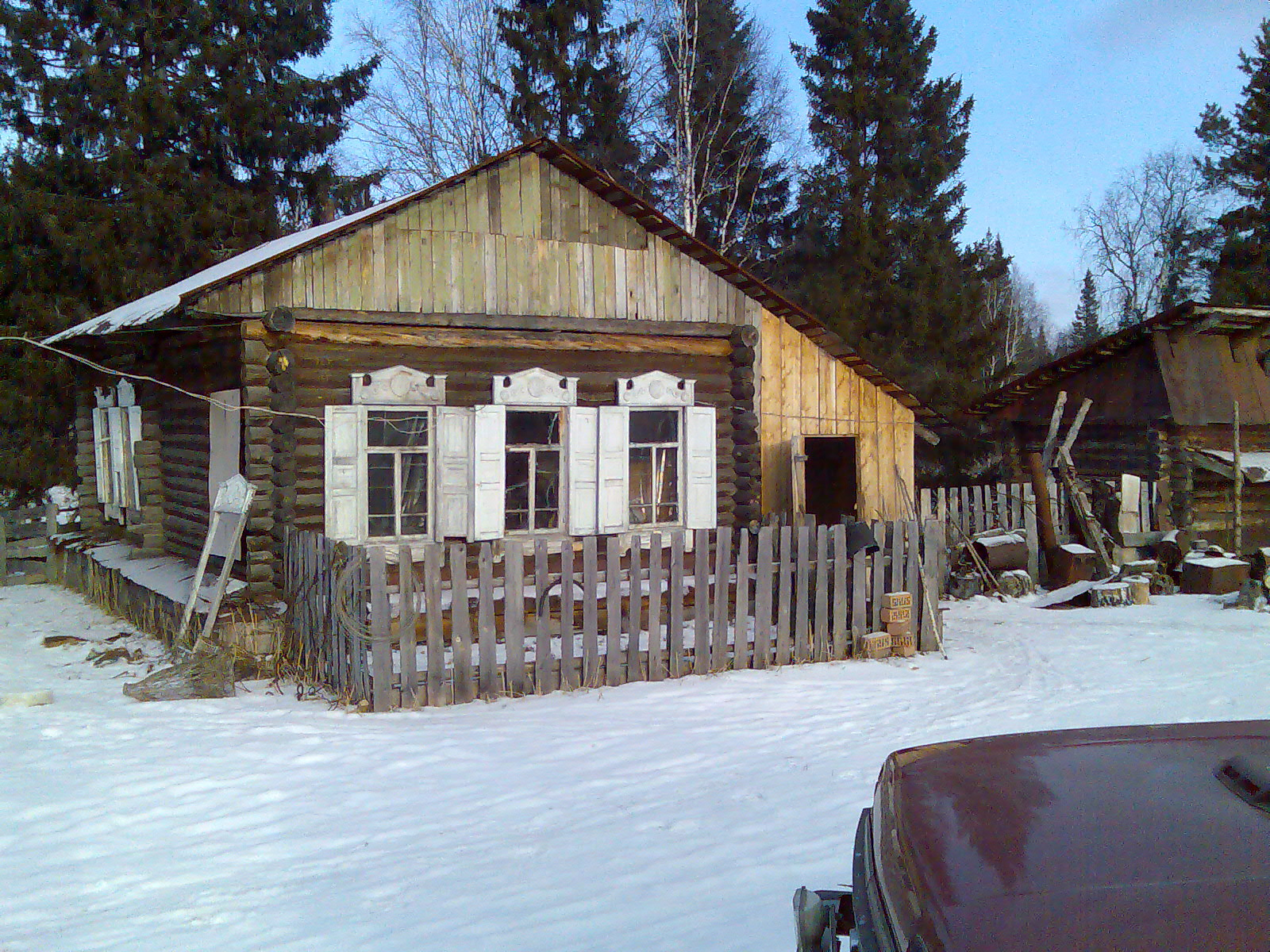
Старый дом на Журавлином болоте

## Предприятия
В XX веке в окрестностях хребта Ялангас велась разработка торфа для металлургических заводов Белорецка и Магнитогорска, куда перевозились по ж. д. С уничтожением узкоколейки местность стала в основном туристическим центром. В 1990—2000 годы появились две пихтоварки — одна на восточном склоне Ялангаса, близ Устьинского перевала (заброшена), другая — на урочище Журавлиное болото.

## Транспорт
Сейчас туристы добираются обычно на Ялангас по маршруту: Белорецк — хутор Отнурок — Журболото.